# إمبراير اي إم بي 110 بانديرانتي
إمبراير اي إم بي 110 بانديرانتي  (بالإنجليزية: Embraer EMB 110 Bandeirante) هي طائرة إقليمية أنتجت في 1968 بالبرازيل. من صناعة إمبراير. تستخدم بشكل أساسي من قبل القوات الجوية البرازيلية. كان أول طيران لها في 26 أكتوبر 1968. ومازالت في الخدمة حتى الآن. صنع منها 501 طائرة.